# 茅琳
茅琳（？—1806年），直隸人，清朝官員。

## 生平
曾任霞浦县知县，1805年（嘉慶10年）接替胡應魁，於台灣擔任台灣府淡水撫民同知。翌年卒於任上。